# Authorised Neutral Athletes

Logo von World Athletics für Authorised Neutral Athletes

Authorised Neutral Athletes („Autorisierte neutrale Athleten“), Kürzel ANA, ist eine Bezeichnung für Leichtathleten, die bei internationalen Wettkämpfen an den Start gehen dürfen, obwohl ihr Verband durch den Weltleichtathletikverband World Athletics suspendiert wurde. Während die Bezeichnung dem entsprechenden Regelwortlaut nach nicht auf Athleten einer Nation beschränkt ist, wurde sie als Reaktion auf die im November 2015 erfolgte Suspendierung des russischen Leichtathletikverbandes (RusAF) eingeführt, sodass unter ihr faktisch ausschließlich russische Sportler antreten.

## Entwicklungen
Im Zuge der Enthüllungen um Dopingpraktiken in Russland sperrte der Weltleichtathletikverband IAAF im November 2015 den russischen Verband RusAF (zuvor bis 2. November 2015 ARAF). Nachdem danach Bedingungen für eine Wiederaufnahme gesetzt wurden, beschloss der Rat der IAAF (IAAF Council) im Juni 2016 auf Empfehlung einer eingesetzten Taskforce, die RusAF nicht wieder aufzunehmen. Gleichzeitig wurde ebenfalls auf Empfehlung der Taskforce eine Regeländerung verabschiedet, nach welcher Athleten, deren nationaler Verband suspendiert ist und die deshalb eigentlich nach IAAF-Wettkampfregel 22.1(a) nicht international startberechtigt sind, unter bestimmten Voraussetzungen bei internationalen Wettbewerben unter neutraler Flagge antreten dürfen. Demnach kann das Council auf Basis der neu hinzugekommenen Wettkampfregel 22.1A Athleten auf Antrag für einige oder alle internationale Wettkämpfe zulassen, wenn sie zur „deutlichen Zufriedenheit“ (comfortable satisfaction) des Council darlegen können, nicht in das Versagen ihres Nationalverbandes verwickelt zu sein und sich über einen längeren Zeitraum Tests nach den Regeln der Welt-Anti-Doping-Agentur unterworfen zu haben (die ursprüngliche Version verlangte Dopingtests außerhalb des suspendierten Nationalverbandes, wurde aber vom Council bereits am 1. Dezember 2016 abgeändert). Neben diesen in 22.1A(b) geregelten Voraussetzungen, gemäß denen nahezu alle russischen Athleten die Starterlaubnis erhalten, können nach 22.1A(c) auch solche Athleten zugelassen werden, die „einen wahrlich außergewöhnlichen Beitrag zum Schutz und Förderung von sauberen Athleten, Fair Play, und der Integrität und Glaubwürdigkeit des Sports geleistet haben“.
Als erste Athletin erhielt Julija Stepanowa nach 22.1A(c) am 1. Juli 2016 den Status als neutrale Athletin. Eine Woche später wurde auch der Antrag von der in den USA lebenden Weitspringerin Darja Klischina, die anders als die vom IOC nicht zugelassene Stepanowa im Folgemonat als einzige russische Leichtathletin an den Olympischen Spielen 2016 teilnahm, akzeptiert. Die weiteren der insgesamt 136 Anträge vor den Olympischen Spielen wurden abgelehnt. Erst im Februar 2017 kamen Anschelika Sidorowa,  Kristina Siwkowa und  Alexei Sokirski hinzu und im April desselben Jahres nebst 5 weiteren Athleten auch die amtierenden Weltmeister Sergei Schubenkow und Marija Lassizkene. Bei den Leichtathletik-Weltmeisterschaften 2017 im August nahmen insgesamt 19 russische Athleten unter neutraler Flagge teil, ein Jahr später bei den Leichtathletik-Europameisterschaften 2018 waren es 29. Im Jahr 2018 wurden insgesamt 73 russische Athleten zugelassen, 68 hatten mit ihrem Antrag nicht Erfolg und 6 weiteren Sportlern wurde der zuvor erteilte ANA-Status wieder entzogen. 2019 mussten sich auch zuvor bereits zugelassene Athleten neu bewerben, sodass World Athletics im Januar die Anträge von 42 bereits im Vorjahr zugelassenen russischen Leichtathleten akzeptierte. Im weiteren Jahresverlauf kamen weitere Starterlaubnisse – vor allem für die verschiedenen internationalen Junioren- und Erwachsenenmeisterschaften – hinzu, womit in diesem Jahr stand Anfang Juli bei 314 eingegangenen Anträgen 117 Anträge genehmigt und 40 abgelehnt wurden.

## Einschränkungen
Neutrale Athleten starten nach den Regularien von World Athletics unter neutraler Flagge und treten mit einem neutralen Trikot an. Außerdem dürfen sie auch auf keine andere Weise ihre Nationalfarben zeigen und nicht Staffeln bilden. Bei Siegerehrungen wird die Nationalhymne ihres Landes nicht gespielt, bei Weltmeisterschaften ertönt stattdessen die Hymne von World Athletics.